# Carte nationale d'identité en France
Pour les articles homonymes, voir CNI.
Pour les autres articles nationaux ou selon les autres juridictions, voir Carte d'identité.
La carte nationale d'identité (CNI) est un document officiel d’identification des Français.
Elle n'est pas obligatoire,. Elle est délivrée gratuitement, généralement en mairie, dans les antennes d'arrondissement de la préfecture de police de Paris ou dans les consulats pour les citoyens français résidant hors de France. Elle est valable dix ans (15 ans pour les anciennes cartes émises entre le 2 janvier 2004 et le 2 août 2021).
La version délivrée depuis 1995, encore en circulation, laisse place à un nouveau document. Afin d’augmenter la sécurité de l'identité numérique des citoyens à l'heure du tout numérique, le gouvernement a déployé progressivement une nouvelle carte nationale d'identité sur le territoire le 2 août 2021. Cette nouvelle carte au format carte bancaire (ISO 7810 ID-1) est équipé d'une puce sans contact ainsi que d'un code 2D-Doc.
Aux yeux de l'administration française, la détention d'une carte d'identité française en cours de validité justifie de l'identité d'une personne, ainsi que de sa nationalité française. Il appartient juridiquement à la personne privée ou publique (fonctionnaire...) qui conteste ce deuxième point de justifier la suspicion.

## Validité à l'étranger
Certains pays autorisent l'entrée sur leur territoire de citoyens français qui détiennent seulement une carte d'identité en cours de validité.
Ainsi, tous les États et territoires en Europe autorisent l'entrée sans passeport, sauf la Biélorussie, la Russie et l'Ukraine. Au Royaume-Uni le passeport est nécessaire à l'exception de Gibraltar, des îles Anglo-Normandes, de l'Irlande du Nord pour les arrivées terrestres, et pour certains européens résidents au Royaume-Uni. La carte d'identité permet notamment l'accès à Madère, aux Açores, aux îles Canaries, à Ceuta et Melilla, aux îles Féroé, à l'île Jan Mayen et à Svalbard.

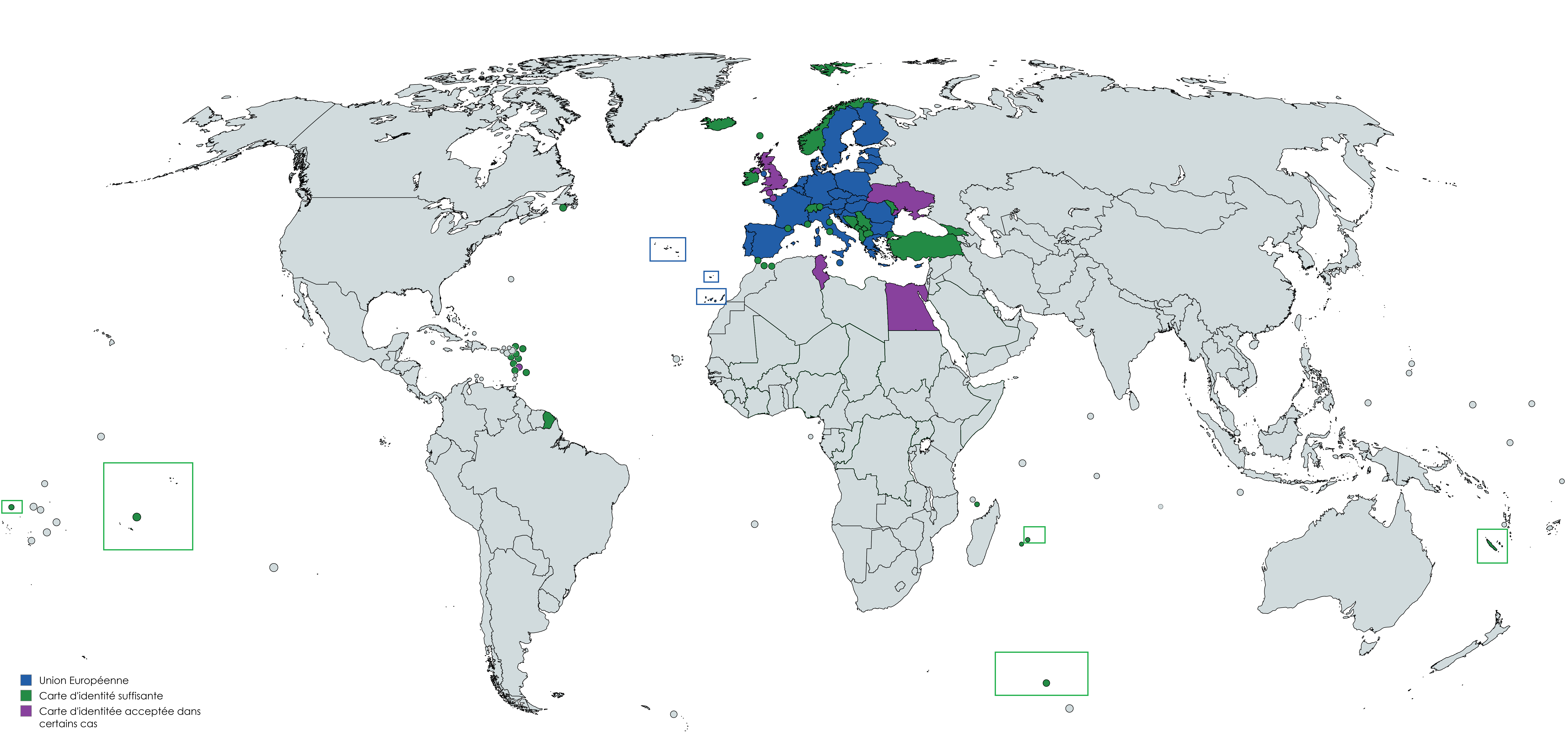
Territoires accessibles avec une carte d'identité française, sans besoin de passeport.

C'est également le cas pour les territoires suivants :
- France d'outre-mer (Saint Pierre et Miquelon, Saint Martin, Saint Barthélémy, Guadeloupe, Martinique, Guyane, Réunion, Mayotte, Nouvelle Calédonie, Wallis et Futuna, Polynésie, Terres Australes et Antarctiques). Si le voyage se fait avec escale dans un pays qui requiert un passeport, il reste nécessaire, comme par exemple les vols Paris-Papeete (escale aux États-Unis), ou Paris-Saint-Martin (atterrissage à Sint Maarten). La carte d'identité suffit par exemple ainsi pour les vols Guadeloupe-Saint-Martin ou Nouméa-Papeete.
- Anguilla (pour une durée maximale de 24 heures, ou de 72 heures pour les résidents de Saint-Martin)
- Canada (uniquement pour les résidents de Saint-Pierre-et-Miquelon en provenance directe de Saint-Pierre-et-Miquelon) [6].
- Dominique
- Montserrat[7]
- Sainte-Lucie
- Égypte (une photo d'identité est requise, sauf si arrivant au Sinaï et y restant)
- Géorgie
- Turquie
- Maurice (uniquement pour les résidents réunionnais en provenance directe de la Réunion)[8].

Pour un adulte, la carte d'identité est valable 10 ans. Les cartes émises entre 2004 et 2013 sont valables cinq ans de plus que la date d'expiration inscrite sur la carte, et celles émises entre le 1er janvier 2014 et le 2 août 2021 ont une durée de validité de 15 ans.
La prorogation de cinq ans ne s'applique qu'aux cartes délivrées entre le 2 janvier 2004 et le 31 décembre 2013 à des personnes majeures. Le cas échéant, la durée de 15 ans est légale mais la carte peut être en apparence périmée. Certains pays comme l'Italie, la Suisse ou l'Andorre, et le Luxembourg, reconnaissent la validité de la carte en apparence périmée. D'autres pays comme la Belgique ne reconnaissent pas la validité de la carte en apparence périmée, alors certains autres comme l'Allemagne, l'Espagne et le Royaume-Uni ne se sont pas officiellement positionnés sur cette question.

## Présentation
Elle est délivrée à toute personne de nationalité française qui en fait la demande, sans condition d'âge. La nouvelle carte d'identité émise depuis 2021 est valable 10 ans. La précédente carte émise du 2 janvier 2004 à 2021 est valable 15 ans pour les personnes majeures et 10 ans pour les personnes mineures. Même périmée, elle permet à son titulaire de justifier de son identité sur le territoire national, à condition que la photographie soit ressemblante. Elle est gratuite depuis le 1er septembre 1998 (à la suite d'une perte, d'un vol ou de la non-restitution de l'ancienne carte pour la demande d'une nouvelle, un timbre fiscal de 25 € est obligatoire). En cas de perte volontaire de la nationalité française, le titulaire est tenu de restituer sa carte nationale d'identité aux autorités compétentes, conformément à la réglementation en vigueur.
Depuis le décret no 55-1397 du 22 octobre 1955, les Français n'ont plus l'obligation de jure de détenir une carte d'identité, mais en pratique, elle est obligatoire de facto pour les démarches de la vie courante, comme ouvrir un compte bancaire, s'inscrire à France Travail, souscrire à une carte prépayée, s'inscrire à une session d'examen (brevet, baccalauréat, permis de conduire, etc.).
La carte nationale d'identité sécurisée ou plastifiée, créée par le décret du 19 mars 1987, remplace la carte d'identité cartonnée. Elle est délivrée sur l'ensemble du territoire national depuis décembre 1995 (métropole et DOM). Certains territoires français d’outre-mer comme la Polynésie française ont conservé l'ancienne carte cartonnée. Plus petite que la carte cartonnée, la carte informatisée est en plastique rigide (10,5 × 7,4 cm, format ISO 7810 ID-2). Cette carte informatisée (par lecture optique) permet de limiter les risques de falsification ou de contrefaçon.
En outre, l'accord européen sur le régime de la circulation des personnes entre les États membres du Conseil de l'Europe signé le 13 décembre 1957 permet aux ressortissants des pays ayant ratifié cet accord d'entrer sur le territoire des autres pays signataires, dans la mesure où ils détiennent une carte d'identité valable. Les pays qui ont ratifié cet accord et qui ne sont pas des États membres de l'Union européenne sont actuellement le Liechtenstein, la Suisse, la Norvège et l'Islande.
Le gouvernement français détient un fichier national des cartes d'identité (TES), et la CNI n'est délivrée qu'après consultation du fichier des personnes recherchées (FPR).

## Histoire

### Jusqu'en1940
Jusqu'au Second Empire, les déplacements individuels hors du canton sont étroitement surveillés, notamment grâce au passeport interne et au livret d'ouvrier, qui permettent à la police et à la gendarmerie de suivre les voyageurs et les migrants. Les républicains dénoncent cet État policier et cette atteinte aux libertés individuelles. Une fois au pouvoir, ils suppriment le passeport intérieur et le livret ouvrier. Dans la foulée, les progrès de la photographie sont intégrés dans le système d'anthropométrie judiciaire, développé par Alphonse Bertillon, dans les années 1880-1890.
En 1912, la Troisième République impose aux nomades le port d'un carnet anthropométrique. Selon l'article 8 du décret d'application de 1913 :
« Il doit, en outre, recevoir le signalement anthropométrique qui indique notamment la hauteur de la taille, celle du buste, l'envergure, la longueur et la largeur de la tête, le diamètre bizygomatique, la longueur de l'oreille droite, la longueur des doigts médius et auriculaires gauches, celle de la coudée gauche, celle du pied gauche, la couleur des yeux : des cases sont réservées pour les empreintes digitales et pour les deux photographies (profil et face) du porteur du carnet. »
En 1917, un décret instaure une carte d'identité obligatoire pour les étrangers résidents en France. Ce projet avait été défendu avant la Première Guerre mondiale par le député de Briey, Albert Lebrun, pour lutter contre la délinquance d'origine étrangère et notamment italienne en Meurthe-et-Moselle.
De provisoire et limitée aux franges nomades de la population, la carte d'identité devient permanente et généralisée en septembre 1921. Le préfet de police du département de la Seine, Robert Leullier, institue une « carte d'identité de Français ». Il tente de la rendre obligatoire pour tous, mais doit renoncer devant la résistance des élites intellectuelles et des syndicats, et la carte demeure facultative. Elle remplace l'ancienne pratique qui exigeait la présence de deux témoins pour de nombreuses démarches afin de limiter les fraudes et de faciliter les contrôles de police et administratifs.

### Sous l'Occupation

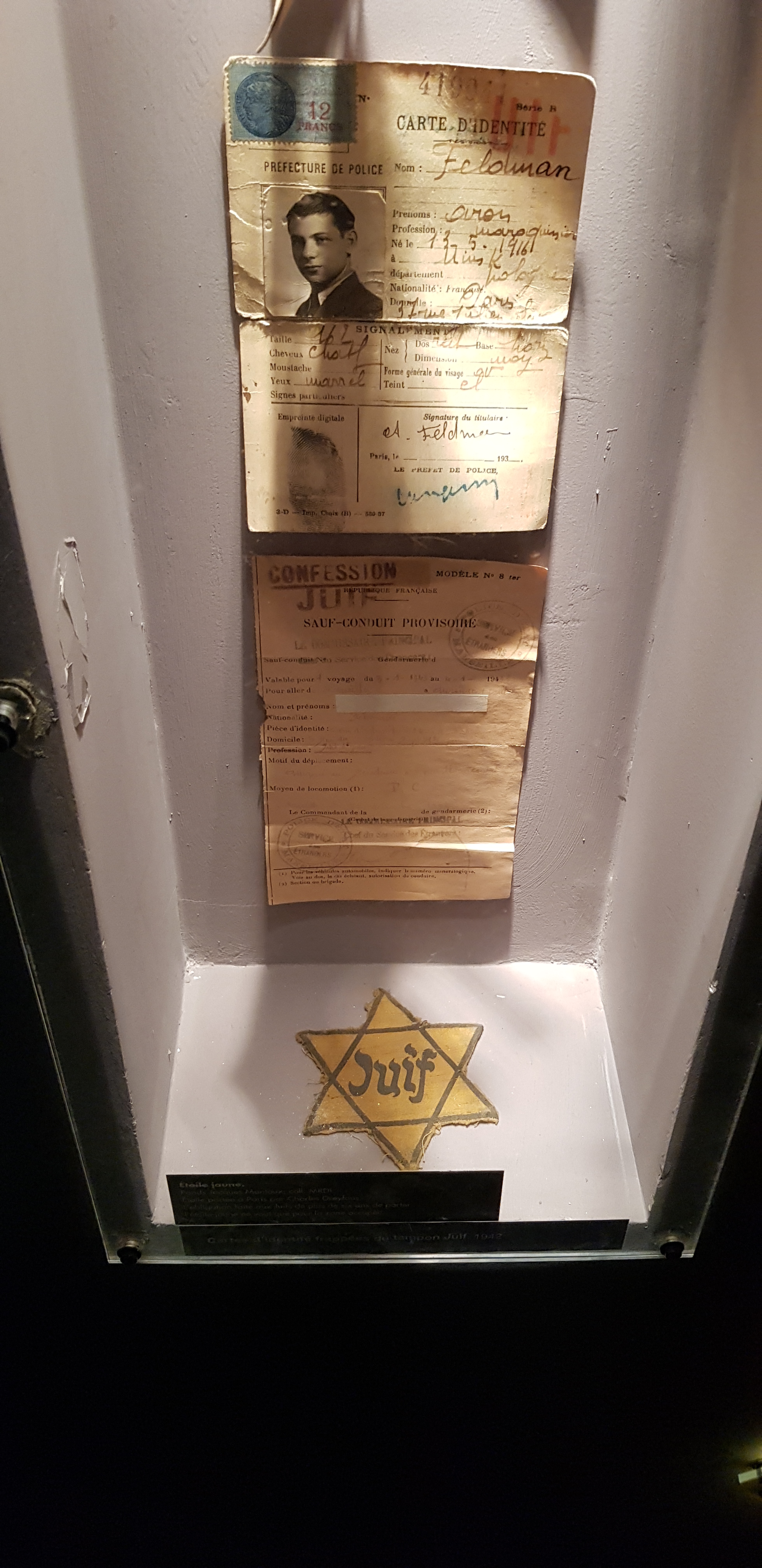
Cartes d'identité frappées du tampon « Juif » et étoile jaune, au musée de la Résistance et de la Déportation de l'Isère à Grenoble.

La carte d'identité ne devient obligatoire que sous le régime de Vichy, avec la loi du 27 octobre 1940, publiée au Journal officiel du 20 novembre 1940, qui dispose que « tout Français de l'un ou de l'autre sexe, âgé de plus de seize ans, ne peut [désormais] justifier de son identité […] que par la production d'une carte d'identité, dite "carte d’identité de Français" » dans la vague des mesures de contrôle de la population par l'État français.
Le 20 mars 1941 se tient à Vichy une réunion entre le ministère de l'Intérieur et le Service de la démographie du ministère des Finances, dirigé par René Carmille. Ce dernier obtient l'autorisation de faire figurer sur la carte d'identité de Français le numéro national d'identification à treize chiffres. Le Service de la démographie devient en 1941 le Service national des statistiques. Mais du fait de « l’incomparable pagaille par laquelle se distinguait l’administration vichyssoise », ce projet trop ample est difficile, voire impossible, à mettre en place ; le nouveau modèle ne commence à être distribué dans quelques départements qu'en juillet 1943 ; c'est sur les anciens modèles que dès 1941, la mention « Juif » est apposée, le cas échéant.
Sous l'Occupation allemande, la carte d'identité devient un enjeu central de la Résistance. Dans les années 1943-1944, les faux papiers deviennent une véritable industrie, dont les débouchés débordent des besoins des résistants pour s'étendre à tous les pourchassés : réfractaires au STO, Juifs menacés de déportation… Une des principales organisations clandestines en 1944, le Mouvement de libération nationale, se dote ainsi d'un service « faux papiers » dirigé par l'industriel Pierre Kahn-Farelle, puis par Maurice Loebenberg (dit Maurice Cachoud).

### Depuis la Libération
Au contraire d'autres lois de Vichy, la loi de 1940 n'a pas été abrogée après-guerre, mais seulement amendée. La carte d'identité redevient non obligatoire avec le décret no 55-1397 du 22 octobre 1955, qui institue « une carte nationale certifiant l'identité de son titulaire [avec] une durée de validité de dix ans ». Elle comporte une empreinte digitale de l'index gauche, une signature manuscrite de l'intéressé et de l'autorité qui l'a délivrée (préfet ou sous-préfet).
Elle est modifiée en 1980, à la suite d'une résolution du Conseil de l'Europe adoptée en 1977, visant à harmoniser les cartes nationales d'identité entre les États membres.
Elle est restée de la même forme depuis l'introduction de la carte d'identité dite « infalsifiable » créée par le décret du 19 mars 1987. Ce décret définit les mentions obligatoires que devra comporter la nouvelle carte : « Le nom patronymique, les prénoms, la date et le lieu de naissance, le sexe, la taille, la nationalité et le domicile de l'intéressé et, si celui-ci le demande, sa situation de famille et le nom dont l'usage est autorisé par la loi ». La carte d'identité a été déployée entièrement en métropole en 1995. Il est ensuite question d'une nouvelle carte d'identité électronique à puce afin de ne pas laisser l'identité sur le net être assurée par les cartes bancaires.
En 2005, il est envisagé de créer une « Identité nationale électronique sécurisée » (INES) qui serait commune à la carte d'identité et au passeport. Les motivations avancées sur la fraude à l'identité et la lutte contre le terrorisme n'ont pas convaincu. À la suite de résistances, le projet INES est néanmoins suspendu.
En 2012, la loi relative à la protection de l'identité est promulguée, mais sans la « création d'un traitement de données à caractère personnel facilitant le recueil et la conservation des données requises pour la délivrance du passeport français et de la carte nationale d'identité », censurée par le Conseil constitutionnel,.
Au 1er janvier 2014 la durée de validité de la carte est prolongée à 15 ans. Cela concerne alors toute carte délivrée après cette date, ainsi que celles des personnes majeures délivrées entre le 2 janvier 2004 et le 31 décembre 2013. Dans ce dernier cas la date de validité inscrite sur la carte n'est pas modifiée, mais elle est administrativement prolongée de cinq ans. Par exemple, une carte délivrée le 14 juillet 2010 est notée comme valide jusqu'au 13 juillet 2020 (date inscrite sur la carte), mais le reste après cette date et jusqu'au 13 juillet 2025.
En 2016, un décret instaure un « traitement de données à caractère personnel relatif aux passeports et aux cartes nationales d'identité », qui se substituera au fichier national de gestion de la carte d'identité. Il fait partie du plan « préfectures nouvelle génération », visant à supprimer des postes de fonctionnaires. Selon le Conseil d'État et la Commission nationale de l'informatique et des libertés, la voie législative aurait été mieux adaptée,,. D'abord testé dans les Yvelines et en Bretagne, le fichier des titres électroniques sécurisés est généralisé jusqu'au 28 mars 2017,.

### Nouvelle carte d'identité (2021)
Le 20 juin 2019, un règlement européen est publié au Journal officiel de l'Union européenne et prévoit la standardisation au niveau européen du format des cartes d'identité des États membres et des informations qu'elles contiennent. Au plus tard le 2 août 2021 de nouvelles cartes d'identité devront être délivrées : au format carte bancaire (ID-1), elles devront notamment comporter une zone de lecture automatique ainsi qu'au moins une photographie et deux empreintes digitales du titulaire de la carte, stockées en format numérique, sur une puce sans contact,. Ce n'est qu'à partir de 2031 qu'il ne sera plus possible de voyager dans l'espace européen avec une ancienne carte.
La mise aux normes européennes de la nouvelle carte d'identité a été confiée dans l'urgence à IN Groupe (nouveau nom de l'Imprimerie nationale), au détriment, selon ses détracteurs, de la sécurité des Français.
À partir du 2 août 2021 entre en vigueur la nouvelle carte d'identité, qui est bilingue français / anglais.
La réduction de la taille de la carte d'identité (au format d'une carte de crédit à puce) a également pour objectif secondaire de la rapprocher de la taille des pièces d'identité (hors passeport) de l'Amérique du Nord, en particulier de celles en usage aux États-Unis.

## Dimensions

### Ancienne carte cartonnée (1921-1988)

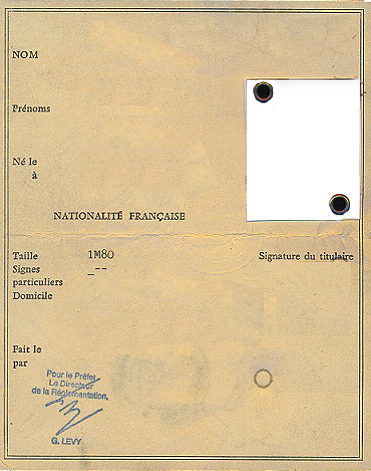
Carte nationale d'identité cartonnée.

L'ancienne carte cartonnée mesurait 149 × 119 mm.

### Ancienne carte plastifiée (1988-2021)

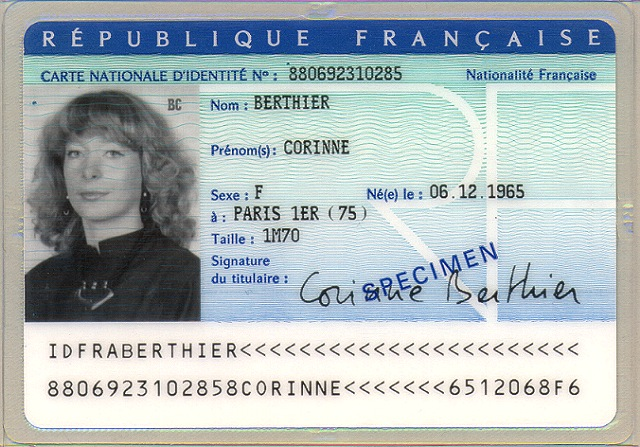
Carte nationale d'identité plastifiée. Deux bandes de « RF » apparaissent sur le recto à partir de 1994.

La carte plastifiée adopte les dimensions 105 × 74 mm du format standard ID-2 défini par la norme ISO 7810.
Ceci correspond également au format de papier A7 (norme ISO 216), équivalent d'une feuille A4 pliée 3 fois en deux (donc 1/8 de feuille A4). Sa surface est de 1⁄128 m2.

### Carte actuelle au format européen (depuis2021)
Les cartes d'identités délivrées devront respecter le format ID-1 défini par la norme ISO 7810, de dimensions 85,60 × 53,98 mm. C'est le format utilisé par les cartes bancaires et requis par le règlement européen.

## Langue

### Anciennes cartes (avant2021)
La carte est uniquement en français.

### Carte actuelle au format européen (depuis2021)
La carte est en français et en anglais.
Concernant la langue, la réglementation européenne demande que doit figurer « le titre du document dans la ou les langues officielles de l'État membre concerné et au moins une autre langue officielle des institutions de l'Union ».

#### Avis de l'Académie française
Dès l'entrée en vigueur de la nouvelle carte d'identité le 2 août 2021, par la voix de sa secrétaire perpétuelle, Hélène Carrère d'Encausse, et de Frédéric Vitoux, l'Académie française s'est opposée à son caractère bilingue excessif, y voyant un « symbole très fâcheux ».
L'institution estime en effet qu'en ajoutant par exemple « Surname » à côté de « Nom » ou « Given names » à côté de « Prénoms », le modèle conçu par le gouvernement contrevient à la Constitution, dont l'article 2 dispose que « la langue de la République est le français ». Ayant demandé sans succès au Premier ministre de supprimer les traductions de la nouvelle carte d'identité, ses avocats comptent saisir le Conseil d'État.
Des associations de défense de la langue française, l'association Francophonie Avenir (AFRAV) et l'association Défense de la langue française (DLF), ont saisi le Conseil d'État qui a rejeté leur requête par une décision du 22 juillet 2022,.

## Éléments de sécurité
Comme tout document de sécurité, la carte nationale d'identité française est sécurisée par plusieurs éléments, certains publics, d'autres secrets. Pour les cartes modernes, les techniques s'apparentent à celles que l'on trouve sur les billets de banque.

### Ancienne carte cartonnée (avant1988)
L'ancienne carte était authentifiée par plusieurs éléments :
- le filigrane du carton utilisé ;
- le gaufrage du timbre de la préfecture émettrice ;
- la relation entre le numéro d'ordre de la carte et la préfecture émettrice ;
- le nom et la signature du préfet ou du sous-préfet ayant émis la carte ;
- le rivetage de la photo d'identité.

### Ancienne carte plastifiée (1988-2021)
La carte d'identité plastifiée actuelle comporte entre autres les éléments suivants :
- fil de sécurité avec le texte : « RÉPUBLIQUE FRANÇAISE » ;
- dessin visible uniquement à la lumière ultraviolette ;
- filigrane ;
- présence de fibres visibles à la lumière ultraviolette ;
- présence de terres rares[34] ;
- guillochis.

### Carte actuelle au format européen (depuis2021)
En décembre 2020, les choix techniques spécifiques à la carte française ne sont pas officiellement annoncés. Toutefois, l'article 3 du règlement européen prévoit certaines caractéristiques de sécurité : 
- « Ces cartes d'identité sont établies suivant les spécifications et les normes minimales de sécurité définies dans le document 9303 de l'OACI et respectent les exigences énoncées aux points c), d), f) et g) de l'annexe du règlement (CE) no 1030/2002 tel qu'amendé par le règlement (UE) 2017/1954. »,
- Une zone de lecture automatique (ZLA) est présente, à l'instar des cartes de la génération précédente.
- Les informations biométriques (deux empreintes digitales et une image faciale du titulaire) sont stockées sur « un support de stockage hautement sécurisé » présent sur la carte,
- « Le support de stockage a une capacité suffisante pour garantir l'intégrité, l'authenticité et la confidentialité des données. »,
- Les données présentes sur le support stockage « sont accessibles sans contact et sécurisées »

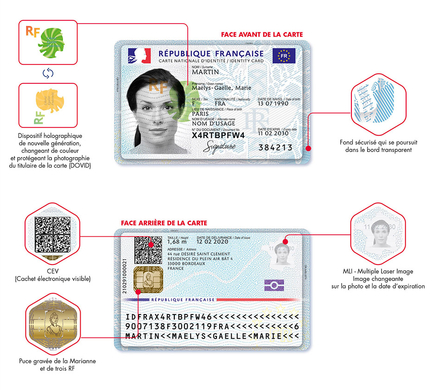
Dispositifs de la carte nationale d'identité en 2021.

- Dispositifs de la carte nationale d'identité en 2021.« Lorsque les États membres stockent des données pour des services électroniques tels que des services d'administration en ligne ou de commerce électronique dans les cartes d'identité, ces données nationales doivent être physiquement ou logiquement séparées des données biométriques. ».

## Sécurité

### Recueil des empreintes obligatoire (depuis2021)
À la suite du décret du 9 mars 2021, le recueil des empreintes digitales devient obligatoire, à partir de l'âge de 13 ans. Ce recueil est nécessaire en vue de réduire les risques de fraude ainsi que de renforcer l'identification et authentification des personnes. Cette double vérification est effectuée au moment de l'instruction et lors de la remise de la carte (comme pour les passeports).
Les deux empreintes digitales seront stockées dans la carte et dans un fichier informatique de l'État pour une durée de 15 ans. Toutefois, si le titulaire en exprime la demande, les empreintes pourront ne pas être conservées dans le traitement national (mais il reste obligatoire dans la puce de la carte).
Ces obligations de sécurité respectent le règlement (UE) 2019/1157 du Parlement et du Conseil du 20 juin 2019 exigeant des États membres, la circulation des cartes d'identité comportant des données biométriques, empreintes digitales et photographies, dans un composant électronique hautement sécurisé (tel est déjà le cas pour les passeports). Cette réglementation vise ainsi à ajouter une sécurité supplémentaire pour la nouvelle carte d'identité et son titulaire légitime. Comme pour les cartes bancaires, la puce a pour objectif de lutter contre l'usurpation d'identité.
Lors d'un passage de frontière, les cabines de contrôles installées dans les aéroports, certaines gares et certains ports en alternative au passage devant un policier pourront ainsi lire la puce de la carte nationale d'identité. Les forces de l'ordre pourront également lire la puce de la carte nationale d'identité.

### Avis de la CNIL
La Commission nationale de l'informatique et des libertés (CNIL) a délibéré le 11 février 2021 sur la CNIe. À cette occasion, elle a émis des recommandations sur le stockage et la sécurisation de ces informations personnelles et biométriques, afin de rehausser leur niveau de protection, mais aussi empêcher certains mésusages et réduire le degré de certains risques.
La CNIL relève que la CNIe « a vocation à répondre à des usages régaliens » et note qu'elle peut s'articuler à des services d'identité numérique. La CNIL « encourage le développement de ces identités, sécurisées ». Elle est aussi favorable à « la mise en œuvre d'une identité numérique d'État de haut niveau », respectueuse de la loi.
La CNIL voit aussi une opportunité dans le développement des identités sécurisées pour « supprimer la circulation de photocopies de pièces d'État civil lors de l'accomplissement de certaines démarches administratives ou commerciales ». La CNIe peut aussi être une piste prometteuse pour « garantir la meilleure protection de la vie privée possible dans le cadre de son usage comme support d'identité numérique ».
La CNIL « encourage le ministère à réfléchir à de futures évolutions de la CNIe en ce sens ». Depuis mai 2022, les détenteurs de la nouvelle carte nationale d'identité peuvent utiliser l'application mobile "France Identité" en phase de test, permettant de prouver leur identité en ligne de manière sécurisée grâce à leur carte d'identité électronique.

## Photo pour carte d'identité
Les exigence pour la photographie d'identité sont les suivantes :
- Photo récente - La photo pour la carte d'identité française doit être valide, c'est-à-dire prise dans les 6 derniers mois à partir de la date de la demande, et sans que l'apparence du titulaire de la carte au moment de la demande ne soit significativement différente par rapport à la photo.
- Haute qualité - La photo ne doit pas être endommagée ou floue. Elle doit être fournie à l'administration imprimée sur du papier photographique de haute qualité. Elle ne doit pas être pliée ou contenir d'inscriptions.
- Aspect - La photo ne peut être modifiée d'aucune manière et doit refléter l'apparence réelle et effective du titulaire de la carte. Les images fournies dans des couleurs autres que les couleurs réelles ne sont pas autorisées.
- Photo biométrique - La photo d'identité française doit être une photo biométrique prise conformément aux exigences relatives à ces photos.

## Bande à lecture optique

### Utilisation de la bande optique
La partie inférieure avant pour l'ancienne version plastifiée, ou arrière pour la nouvelle version au format européen de la carte d'identité française contient une zone de lecture optique.
La bande optique est notamment utilisée lors des contrôles aux frontières de l'espace Schengen, quand il s'agit de voyager vers des pays acceptant ce document pour l'admission sur leur territoire. Ce contrôle peut être effectué au départ (par exemple en gare de Paris-Nord lors d'un voyage en Eurostar vers le Royaume-Uni), à l'arrivée (par exemple à l'aéroport de Bucarest lors d'un vol en avion vers la Roumanie), ou lors du déplacement (par exemple dans un train à destination de Zagreb, en Croatie).
Avec la généralisation de la mise à disposition de smartphones et tablettes NeoGend, les gendarmes peuvent désormais lire cette bande à lecture optique pour obtenir très rapidement un grand nombre d'informations sur le propriétaire de la pièce d'identité : personnes recherchées, informations sur les véhicules détenus, etc. Une expérimentation dans le Nord a montré qu'il ne fallait que quelques minutes pour contrôler la totalité des passagers d'un bus.
Elle peut également être utilisée par les entreprises pour établir l'authenticité d'un document à partir d'un programme permettant de valider les clés de validation de la carte.
Lors de l'ouverture d'un compte bancaire, le conseiller utilise une interface permettant de reprendre les clés de validation contenues dans la bande de lecture optique.
Les informations contenues sur le document sont comparées localement par un algorithme, puis au sein des bases de données du Système d'information Schengen et d'Interpol (dans le cas d'un contrôle policier ou frontalier), ou parmi les fichiers interbancaires. Le type d'applications varie selon la personne morale en quête d'informations pertinentes.
La bande optique de la CNI peut également être utilisée par les compagnies aériennes pour l'enregistrement rapide des informations ou dans le but de retrouver rapidement une réservation sur une borne libre service.
Contrairement au passeport, la bande optique de l'ancienne version plastifiée de la carte d'identité ne comporte pas d'indication relative à l'expiration du document. Par conséquent lors de contrôles frontaliers, l'agent de police vérifie le verso du document.
Il faut noter que la bande de lecture optique ne constitue pas un moyen de prouver la validité ou l'authenticité du document d'identité : elle permet simplement une lecture informatisée plus rapide. Il est nécessaire de vérifier les caractéristiques de sécurité de la carte pour en vérifier l'authenticité.

### Contenu de la bande optique

#### Ancienne carte plastifiée (1988-2021)
La bande optique est constituée de deux lignes de 36 caractères :
| Ligne | Position | Type           | Signification |
| ----- | -------- | -------------- | --- |
| 1     | 1–2      | Lettres        | ID. |
| 1     | 3–5      | Lettres        | Le code ISO 3166-1 alpha-3 du pays (en l'occurrence FRA). |
| 1     | 6–30     | Lettres        | Nom de famille du possesseur de la carte, complété à la fin par le caractère <. Les espaces et apostrophes sont remplacées par le caractère < et le nom est tronqué à 25 caractères si besoin, et les éventuels diacritiques présents sur les lettres (accents, etc.) sont retirés. |
| 1     | 31–36    | Alphanumérique | Code interne à l'administration du bureau de délivrance : - 31–32 : 2 chiffres pour le département ; - 33 : 1 chiffre pour le service (généralement un service par sous-préfecture, avec des spécificités pour la préfecture de police et les services diplomatiques et consulaires) ; - 34–36 : 3 chiffres pour le numéro de poste de l'agent. Depuis ~ février 2017, le département est codé sur 3 chiffres (caractères 31–33) avec un préfixe 0 si besoin. |
| 2     | 1–4      | Chiffres       | Année (1–2) et mois (3–4) d'émission de la carte d'identité. |
| 2     | 5–7      | Alphanumérique | Même chose que les caractères 31–33 sur la première ligne (tronqué du 0 si département à 2 chiffres). |
| 2     | 8–12     | Chiffres       | Attribué par le centre de gestion par ordre chronologique par rapport au lieu de délivrance et à la date de demande. |
| 2     | 13       | Chiffre        | Clé de contrôle des caractères 1–12. |
| 2     | 14–27    | Lettres        | Prénom du possesseur de la carte, suivi du second prénom séparé par deux <. En cas de prénom composé, le trait d'union est présenté par un <. |
| 2     | 28–33    | Chiffres       | Date de naissance (AAMMJJ). |
| 2     | 34       | Chiffre        | Clé de contrôle des chiffres 28–33. |
| 2     | 35       | Lettre         | sexe (M ou F). |
| 2     | 36       | Chiffre        | Clé de contrôle de toute la 1re ligne, suivie des 35 premiers caractères de la 2e ligne. |

#### Carte actuelle au format européen (depuis2021)
La bande optique est constituée de trois lignes de 30 caractères :
| Ligne | Position | Type           | Signification |
| ----- | -------- | -------------- | --- |
| 1     | 1–2      | Lettres        | ID. |
| 1     | 3–5      | Lettres        | Le code ISO 3166-1 alpha-3 du pays (en l'occurrence FRA). |
| 1     | 6–14     | Alphanumérique | Numéro unique de la carte |
| 1     | 15       | Chiffre        | Clé de contrôle des caractères 6–14. |
| 1     | 16–30    | Caractères     | Caractères < pour compléter la ligne |
| 2     | 1–6      | Chiffres       | Date de naissance (AAMMJJ). |
| 2     | 7        | Chiffre        | Clé de contrôle des chiffres 1–6. |
| 2     | 8        | Lettre         | sexe (M ou F). |
| 2     | 9–14     | Chiffres       | Date d'expiration de la carte (AAMMJJ). |
| 2     | 15       | Chiffre        | Clé de contrôle des chiffres 9–14. |
| 2     | 16–18    | Lettres        | Le code ISO 3166-1 alpha-3 de la nationalité du titulaire (en l'occurrence FRA pour la nationalité française). |
| 2     | 19–29    | Caractères     | Caractères < pour compléter la ligne. |
| 2     | 30       | Numérique      | Clé de contrôle sur la concaténation des caractères 6–15 de la 1re ligne et 1–7 et 9–15 de la 2e ligne. |
| 3     | 1–30     | Alphanumérique | Nom complet du possesseur de la carte, commençant par le nom de famille suivi du prénom. Le nom de famille et le prénom sont séparés par deux caractères <. En cas de nom de famille composé, de prénom composé ou de plusieurs prénoms, ils sont séparés par le caractère <. Les espaces et apostrophes sont remplacées par le caractère < et le nom est tronqué à 30 caractères si besoin, et les éventuels accents présents sur les lettres sont retirés. La ligne est ensuite complétée par le caractère <. |

### Clés de contrôle

#### Algorithme
Les clés de contrôle peuvent être calculées selon l'algorithme suivant en pseudo-code :
```
facteurs = {7, 3, 1}
resultat = 0

pour chaque
 caractere, position 
dans
 lectureOptique:
    
si
 caractere 
est
 "<":
        valeur = 0
    
ou si
 caractere 
est dans
 "A".."Z":
        valeur = valeurAscii(caractere) − 55
    
ou si
 caractere 
est dans
 "0".."9":
        valeur = entier(caractere)
    
    resultat += valeur × facteurs[position 
mod
 3]

cleDeControle = resultat 
mod
 10
```

En d'autres termes, chaque caractère de la chaîne est représenté par la valeur suivante :
| Caractère | < | 0 | 1 | 2 | 3 | 4 | 5 | 6 | 7 | 8 | 9 | A  | B  | C  | D  | E  | F  | G  | H  | I  | J  | K  | L  | M  | N  | O  | P  | Q  | R  | S  | T  | U  | V  | W  | X  | Y  | Z  |
| ASCII     |   |   |   |   |   |   |   |   |   |   |   | 65 | 66 | 67 | 68 | 69 | 70 | 71 | 72 | 73 | 74 | 75 | 76 | 77 | 78 | 79 | 80 | 81 | 82 | 83 | 84 | 85 | 86 | 87 | 88 | 89 | 90 |
| Valeur    | 0 | 0 | 1 | 2 | 3 | 4 | 5 | 6 | 7 | 8 | 9 | 10 | 11 | 12 | 13 | 14 | 15 | 16 | 17 | 18 | 19 | 20 | 21 | 22 | 23 | 24 | 25 | 26 | 27 | 28 | 29 | 30 | 31 | 32 | 33 | 34 | 35 |

On fait ensuite une somme pondérée des valeurs correspondant à chaque caractère, où le poids dépend de la position du caractère dans la chaîne : 7 pour le 1er caractère, 3 pour le 2e caractère, 1 pour le 3e caractère, puis de nouveau 7 pour le 4e caractère, et ainsi de suite. La clé de contrôle est le chiffre des unités de cette somme.

#### Exemple sur l'ancienne carte plastifiée (1988-2021)
Sur le spécimen de l'ancienne carte plastifiée (1988-2021), la zone de lecture optique est :
```
IDFRABERTHIER<<<<<<<<<<<<<<<<<<<<<<<

880692310285
8
CORINNE<<<<<<<
651206
8
F
6
```

Les chaînes de caractères sur lesquelles ce calcul doit être appliqué, et les clés de contrôle correspondantes, sont :
| Chaîne de caractères                            | Chaîne de caractères                            | Chaîne de caractères                                                     | Clé de contrôle  | Clé de contrôle |
| Description                                     | Position                                        | Valeur                                                                   | Position         | Valeur          |
| ----------------------------------------------- | ----------------------------------------------- | ------------------------------------------------------------------------ | ---------------- | --------------- |
| Numéro unique de la carte                       | Ligne 2, car. 1–12                              | 880692310285                                                             | Ligne 2, car. 13 | 8               |
| Date de naissance                               | Ligne 2, car. 28–33                             | 651206                                                                   | Ligne 2, car. 34 | 8               |
| Toute la zone optique sauf le dernier caractère | Toute la zone optique sauf le dernier caractère | IDFRABERTHIER<<<<<<<<<<<<<<<<<<<<<<< 8806923102858CORINNE<<<<<<<6512068F | Ligne 2, car. 36 | 6               |

#### Exemple sur la carte actuelle au format européen (depuis2021)
Sur le spécimen de la carte actuelle au format européen (depuis 2021), la zone de lecture optique est :
```
IDFRA
X4RTBPFW4
6
<<<<<<<<<<<<<<<

900713
8
F
300211
9
FRA<<<<<<<<<<<
6

MARTIN<<MAELYS<GAELLE<MARIE<<<
```

Les chaînes de caractères sur lesquelles ce calcul doit être appliqué, et les clés de contrôle correspondantes, sont :
| Chaîne de caractères                                                            | Chaîne de caractères                                                            | Chaîne de caractères     | Clé de contrôle  | Clé de contrôle |
| Description                                                                     | Position                                                                        | Valeur                   | Position         | Valeur          |
| ------------------------------------------------------------------------------- | ------------------------------------------------------------------------------- | ------------------------ | ---------------- | --------------- |
| Numéro unique de la carte                                                       | Ligne 1, car. 6–15                                                              | X4RTBPFW4                | Ligne 1, car. 16 | 6               |
| Date de naissance                                                               | Ligne 2, car. 1–6                                                               | 900713                   | Ligne 2, car. 7  | 8               |
| Date d'expiration                                                               | Ligne 2, car. 9–14                                                              | 300211                   | Ligne 2, car. 15 | 9               |
| Concaténation de chacune des 3 chaînes précédentes suivie de sa clé de contrôle | Concaténation de chacune des 3 chaînes précédentes suivie de sa clé de contrôle | X4RTBPFW4690071383002119 | Ligne 2, car. 30 | 6               |

## Limitations
Au cours de l'année 2021, les personnes résidentes ou nées dans une commune dont le nom comporte plus d’une trentaine de caractères — comme Saint-Quentin-la-Motte-Croix-au-Bailly — ne peuvent pas recevoir la carte d'identité au format européen car le nom de leur commune est trop long par rapport à ce qu'a prévu le ministère de l'Intérieur et des Outre-mers,. Ce bug informatique a été corrigé au cours de l'année.

### Textes juridiques
- Décret no 55-1397 du 22 octobre 1955 instituant la carte nationale d'identité
- Instruction générale du 1er décembre 1955 précisant les modalités d'application du décret no 55-1397 du 22 octobre 1955 instituant la carte nationale d'identité (ainsi que le modèle de carte d'identité)
- Conseil de l'Europe, « Résolution (77) 26 relative à l'établissement et à l'harmonisation des cartes nationales d'identité », 1977
- Décret no 80-609 du 31 juillet 1980 portant création d'un système de fabrication des cartes nationales d'identité
- Décret no 87-178 du 19 mars 1987 portant création d'un système de fabrication et de gestion informatisée des cartes nationales d'identité